# Dirk Hafemeister
Dirk Hafemeister (ur. 17 kwietnia 1958 w Berlinie, zm. 31 sierpnia 2017) – niemiecki jeździec sportowy. Złoty medalista olimpijski z Seulu. 

## Kariera sportowa
Reprezentował barwy RFN. Sukcesy odnosił w skokach przez przeszkody. Igrzyska w 1988 były jedyną olimpiadą, w której uczestniczył. Zajął dziewiętnaste miejsce w konkursie indywidualnym, triumfował w drużynie. Partnerowali mu Ludger Beerbaum, Wolfgang Brinkmann i Franke Sloothaak. Startował na koniu Orchidee 76. Był drużynowym mistrzem świata w 1994.